# Taufbecken (Hadancourt-le-Haut-Clocher)

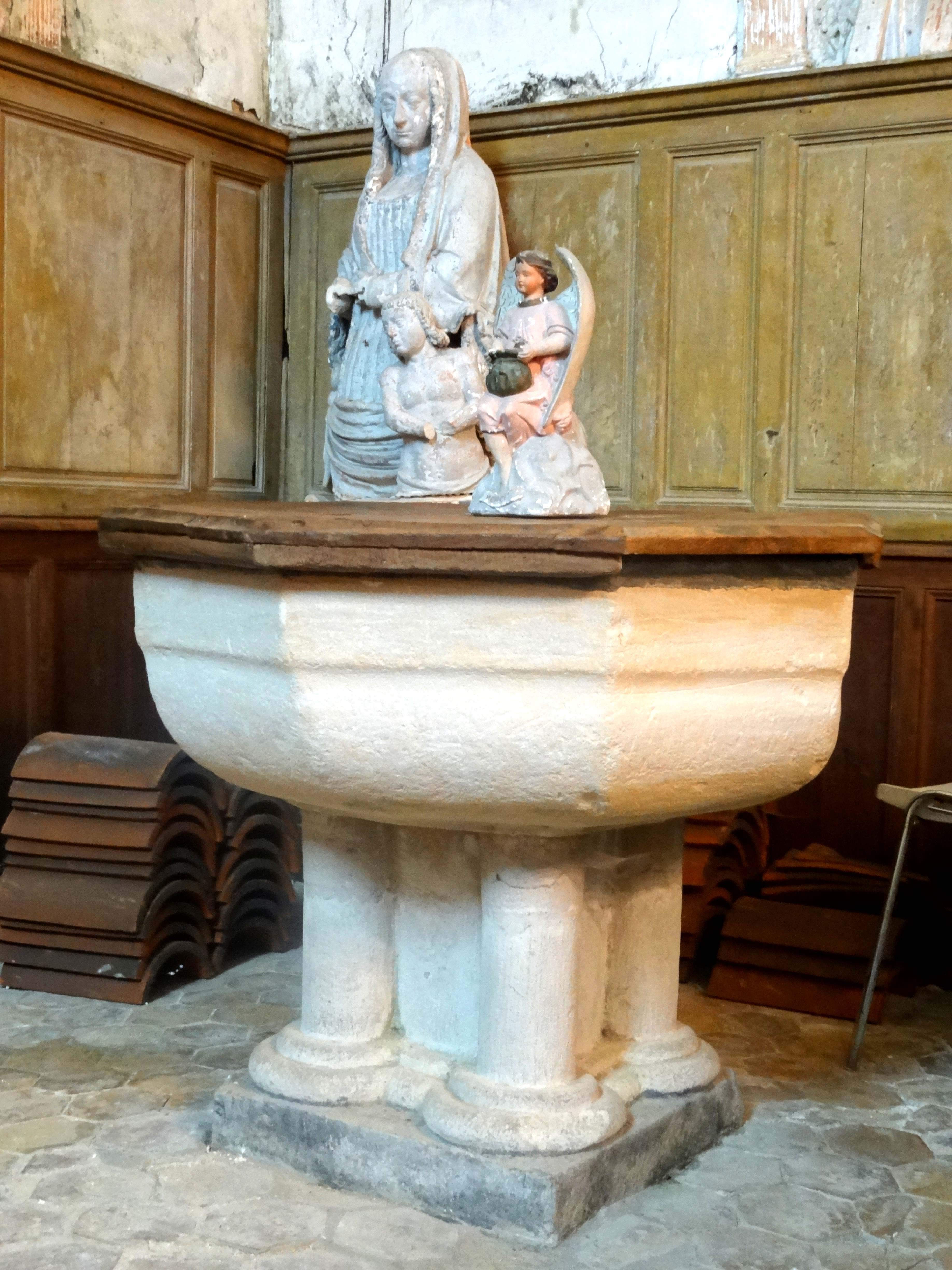
Taufbecken in Hadancourt-le-Haut-Clocher (die Skulptur auf dem Holzdeckel gehört nicht zum Taufbecken)

Das Taufbecken in der katholischen Pfarrkirche St-Martin in Hadancourt-le-Haut-Clocher, einer französischen Gemeinde im Département Oise in der Region Hauts-de-France, wurde im 12. Jahrhundert geschaffen. Im Jahr 1912 wurde das romanische Taufbecken als Monument historique in die Liste der geschützten Objekte (Base Palissy) in Frankreich aufgenommen.
Das 84,5 cm hohe Taufbecken aus Stein steht auf einer rechteckigen Basis mit vier Säulen um einen zentralen Schaft, die das achteckige Becken tragen. Das schlichte Becken ist im Inneren in zwei Teile gegliedert. 
Der Aufbau des Taufbeckens ist typisch für das 11. und das 12. Jahrhundert in Frankreich.